# الرابطة اللومباردية

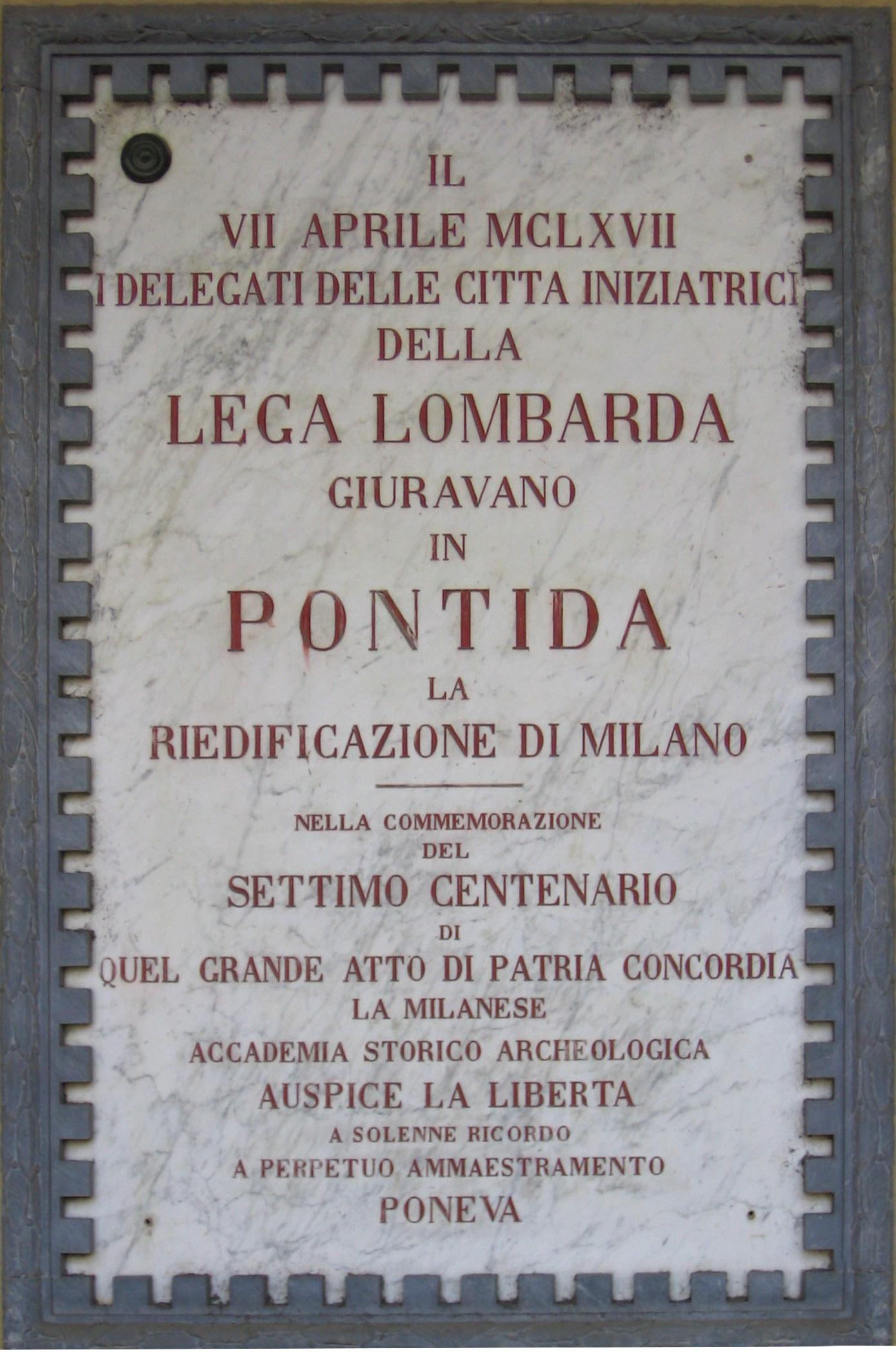
بونتيدا : اللوحة التذكارية للقـَـســَـم

الرابطة اللومباردية تحالف تـَـشـَـكــّل في السابع من أبريل سنة 1167 بــِـدَيــْر بونتيدا ، ووَقــّعــَتــهُ ميلانو ولودي وفيرارا وبياشنسا وبارما . تم توسيعه في الأول من ديسمبر سنة 1167 بالتحالف مع الرابطة الفيرونية وبلديات أخرى فصارت رابطة من 26 (لاحقاً 30) مدينة من شمال إيطاليا من بينها كريما وكريمونا ومانتوفا وبياشنسا وبيرغامو وبريشا وميلانو وبولونيا وبادوفا ، مودينا وريدجو إميليا وتريفيزو والبندقية وفرشيلي وفيشنزا وفيرونا ولودي وبارما ، وسـُميت كونكورديا.
تشكلت الرابطة لمواجهة محاولات فريدريك الأول بربروسا امبراطور الرومانية المقدسة لبسط نفوذ الامبراطورية خصوصاً في منطقة وادي البو . طالب فريدريك في مؤتمر رونكاليا (1158) بالسيطرة المباشرة على شبه الجزيرة، وغزاها في عامي 1158 و1166. دُعمت الرابطة من قبل البابا إسكندر الثالث الساعي للحد من القوة الإمبراطوية في إيطاليا . أسست الرابطة اللومباردية مدينة ألساندريا التي استمدت اسمها من البابا ونشأت كحصن ضد الإمبراطور على الحدود مع مركيزية مونفيراتو حليفة بربروسا.
هزمت القوات البلدية بقيادة الكوندوتييرو ألبيرتو دا جوسانو فريدريك الأول بمعركة لنيانو في التاسع والعشرين من مايو سنة 1176 . وبعد عدة هزائم أخرى وافق الإمبراطور على هدنة لستة سنوات من 1177 إلى 1183 ، حتى معاهدة كونستانس حين وافقت المدن الدول بوادي البو على البقاء موالية للإمبراطور مقابل السلطة المحلية الكاملة على أراضيها.
تجددت الرابطة اللومباردية عامي 1198 و1208. استعادت الرابطة الهيبة القديمة في عام 1226 متصدية لجهود فريدريك الثاني هوهنشتاوفن لزيادة سلطانه في إيطاليا. وقد استولى على فيتشنزا وحقق انتصاراً ساحقاً في معركة كورتينووفا سولوليو .
رفض الإمبراطور المزهو بانتصاره كل عروض السلام الميلانية مصراً على الاستسلام غير المشروط . كانت لحظة خطيرة من حيث الأهمية التاريخية تلك التي أعمى فيها الغضب فريدريك وقطع الطريق نحو أي تسوية سلمية . صمدت ميلانو وخمس مدن أخرى، وفي عام 1238 اضطر لرفع الحصار عن بريشا.
بدعم من البابا مرة أخرى، تمكنت الرابطة اللومباردية من مواجهة أطماع فريدريك والتي اتنهت بوفاة الإمبراطور في عام 1250.